# Административни центар града Источно Сарајево
Административни центар града Источно Сарајево се налази у Лукавици и служи за администрацију града Источно Сарајево. Радови су завршени 2013.
Зграда има око 2.800 квадратних метара површине, од чега око 2.000 квадратних метара користи Град. Овде је смештен кабинет председника Републике Српске, агенција за развој града и ватрогасна служба града. Део зграде је намењен за комерцијалне сврхе, док је 200 квадратних метара издато за СБЕР банку.